# La Gélodacrye
La Gélodacrye est un recueil de sonnets écrit par le poète Jacques Grévin, publié pour la première fois en 1560. Le mot gélodacrye, issu du grec, signifie « le rire et les larmes ».
L’influence de Joachim du Bellay et de ses Regrets est perceptible dans ce recueil centré sur les émotions humaines à travers des métaphores et des images poétiques.

## Éditions modernes
Jacques Grévin, La Gélodacrye, Saint-Étienne, Presses universitaires de l'Université de Saint-Étienne, 2001 (EAN 9782862722122)